# Maria Matilda Țețu
Maria Matilda Țețu (n. 8 martie 1940, Beclean) a fost un senator român în legislatura 1992-1996; a fost aleasă în județul Suceava pe listele partidului PNLCD. În septembrie 1993, Maria Matilda Țețu a devenit senator neafiliat. Maria Matilda Țețu a fost membru în comisia pentru muncă, familie și protecție socială precum și în comisia juridică de numiri, disciplină, imunități și validări.

## Legaturi externe
- Maria Matilda Țețu Arhivat în 22 august 2016, la Wayback Machine. la cdep.ro